# شداخ
الشدّأخ هو أحد أنواع التمور التي تنتجها واحات الجنوب التونسي بنفزاوة وخاصة الجريد. وقد ورد ذكره في المصادر التي تعود إلى القرن الثالث الهجري \ القرن 9 م. وهو تمر طويل الشكل.